# Blauwe lotenpak
Het Blauwe lotenpak is een trui waarin de leider van het sprintklassement van de schaatscompetitie De Vier van Noord-Holland rijdt en als zodanig herkenbaar is. Bij de eerste editie in 2024 won Casper de Gier de eerste sprinttrui door de eerste wedstrijd te winnen,  Bart Hoolwerf nam na de tweede wedstrijd deze trui over, de laatste twee wedstrijden droeg Casper de Gier de trui. Esther Kiel bleef bij alle vier de wedstrijden bovenaan in het sprintklassement.

## Overzicht van leiders
Top-divisie mannen
| Aantal | Schaatser      | Ploeg           |
| ------ | -------------- | --------------- |
| 3      | Casper de Gier | Team Reggeborgh |
| 1      | Bart Hoolwerf  | Team Reggeborgh |

Top-divisie vrouwen
| Aantal | Schaatser   | Ploeg        |
| ------ | ----------- | ------------ |
| 4      | Esther Kiel | Puur ICT-BTZ |

Oranje vissenpak · 
Blauwe lotenpak · 
Records
·2024 ·